# Bassington
Bassington – wieś w Anglii, w hrabstwie Northumberland. Leży 53 km na północ od miasta Newcastle upon Tyne i 450 km na północ od Londynu.